# Käsegebäck

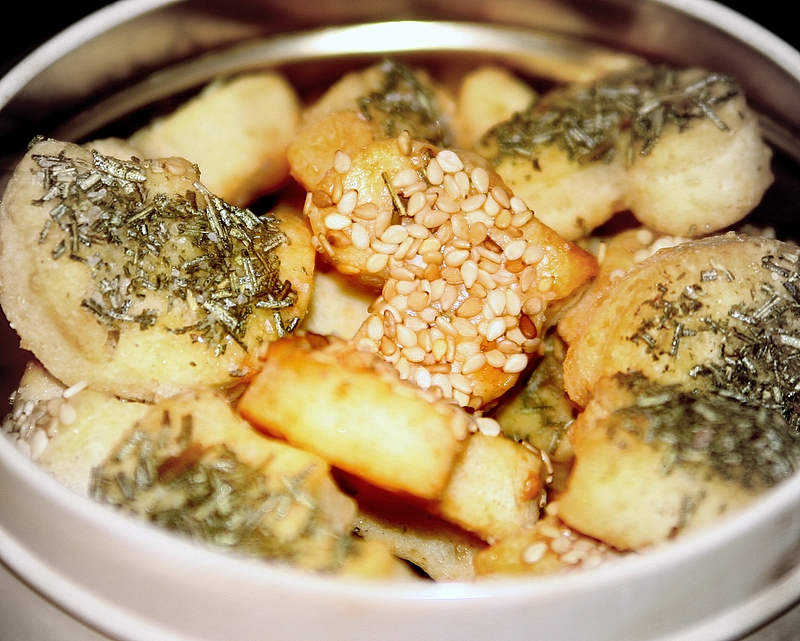
Käsegebäck aus Mürbteig

Käsegebäck sind Backwaren aus Blätterteig, Mürbteig, Brandmasse oder Hefeteig, denen würziger Käse zum Teig, als Füllung oder Bestreuung zugesetzt wird. Sie werden in Form von Stangen, Brezeln, Brötchen oder Plätzchen (Cracker) angeboten.
Käsegebäck wird als Dauerbackware, beispielsweise Käsestangen, Käseplätzchen, Käsewaffeln, zu Bier und Wein gereicht. Laugengebäck wird überwiegend in Stangen-, Brötchen- oder Brezelform angeboten und eignet sich zu vielen Gelegenheiten wie beispielsweise als Frühstücksgebäck, Partygebäck oder Zwischenmahlzeit. Sie werden meist, wie Käsebaguette und Käsebrötchen, gratiniert (überbacken) angeboten.